# Dakhla-Oued Ed Dahab
Dakhla-Oued Ed Dahab (in arabo: الداخلة - وادي الذهب, in berbero: ⴷⴰⵅⵍⴰ-ⵡⴰⴷ ⴷⴰⵀⴰⴱ) è una delle dodici regioni del Marocco, nel Sahara occidentale, in vigore dal 2015.
La regione comprende le province di:
- provincia di Aousserd
- provincia di Oued Ed-Dahab